# Eremodaucus
- Commons
- Wikispecies

Eremodaucus é um género botânico pertencente à família Apiaceae.